# Bination
Bination (von spätlateinisch binarius = zwei enthaltend, aus zwei bestehend) ist die Befugnis eines katholischen Priesters, an einem Tag zwei heilige Messen zu zelebrieren. In der frühen Kirche wurden nur an Sonntagen und Feiertagen eucharistische Gottesdienste gefeiert. Im Laufe der Zeit wurde dies sukzessive auf weitere und schließlich alle Wochentage ausgedehnt. Die mehrfache Zelebration an einem Tag ist zugelassen, wenn sonst (beispielsweise aus Platzmangel) nicht alle Gemeindemitglieder teilnehmen könnten oder wenn ein Priester mehrere Gemeinden zu betreuen hat. Die dreifache Messfeier wird als Trination bezeichnet.
Im Kirchenrecht heißt es dazu: „Wenn Priestermangel besteht, kann der Ortsordinarius zugestehen, dass Priester aus gerechtem Grund zweimal am Tag, ja sogar, wenn eine seelsorgliche Notlage dies erfordert, an Sonntagen und gebotenen Feiertagen auch dreimal zelebrieren.“ In jüngster Zeit erteilte die Gottesdienstkongregation sogar die Erlaubnis, unter den genannten Umständen viermal zu zelebrieren.